# Festival de Cinema d'Alacant
El Festival de Cinema d'Alacant és un festival de cinema que se celebra des de 2004 a la ciutat d'Alacant. Es va crear amb la finalitat de recolzar i difondre la cultura cinematogràfica i les seves diferents variants com les seccions de curtmetratges i TV Movies.

## Història
El Festival de Cinema d'Alacant sorgeix en 2004. Compta des del seu inici amb una secció dedicada als llargmetratges i amb una secció oficial de concurs de curtmetratges, a la qual s'uniria posteriorment una nova secció oficial de concurs de "TV Movies". Així mateix, es lliuren els premis "Ciutat de la Llum" i "Ciutat d'Alacant" a realitzadors i actors, bé pels treballs realitzats en els últims anys, o per la seva àmplia trajectòria professional.

## Palmarès

### Premi "Lucentum, Ciutat de la Llum"
Guardó amb el qual es distingeix la labor realitzada per diferents directors cinematogràfics
- 2023 - Alejandro Amenábar
- 2022 - Fernando González Molina
- 2021 - Isabel Coixet
- 2020 - Rodrigo Sorogoyen
- 2019 - Jaime Chávarri
- 2018 - Maria Ripoll
- 2017 - Fernando Colomo
- 2016 - Imanol Uribe
- 2015 - Mariano Barroso
- 2014 - Agustín Díaz Yanes
- 2013 - Rodrigo Cortés
- 2011 - Daniel Monzón
- 2010 - Eusebio Poncela
- 2009 - Jaume Balagueró i Paco Plaza
- 2008 - Álex de la Iglesia
- 2007 - Bigas Luna
- 2006 - Gracia Querejeta
- 2005 - Achero Mañas
- 2004 - Miguel Bardem

#### Premi "Ciutat d'Alacant"
Guardó amb el qual es distingeix el treball de joves promeses del panorama cinematogràfic
- 2022 - Dani Rovira
- 2021 - Inma Cuesta
- 2020 - Marta Etura
- 2019 - Juana Acosta
- 2018 - Verónica Echegui
- 2017 - Irene Escolar
- 2016 - Marian Álvarez
- 2015 - Úrsula Corberó
- 2014 - Hugo Silva
- 2013 - Natalia Verbeke
- 2012 - Mario Casas
- 2011 - Amaia Salamanca
- 2010 - Fernando Tejero
- 2009 - Raúl Arévalo
- 2008 - Lucía Jiménez
- 2007 - Pilar López de Ayala
- 2006 - Ernesto Alterio
- 2005 - Belén Rueda
- 2004 - Antonia San Juan

#### Premi d'Honor "Ciutat d'Alacant"
Guardó amb el qual es distingeix el treball realitzat per actors amb una dilatada trajectòria al cinema espanyol
- 2023 - Karra Elejalde
- 2022 - Susi Sánchez
- 2021 - Kiti Mánver
- 2020 - Pedro Casablanc
- 2019 - Ana Wagener
- 2018 - Blanca Portillo
- 2017 - Antonio Resines
- 2016 - Juan Echanove
- 2015 - Eduard Fernández
- 2014 - Goya Toledo
- 2013 - Maribel Verdú
- 2012 - Ángela Molina
- 2011 - José Coronado
- 2010 - Gabino Diego
- 2009 - Mercedes Sampietro
- 2008 - Emilio Gutiérrez Caba
- 2007 - José Sancho
- 2006 - Terele Pávez
- 2005 - Imanol Arias
- 2004 - Juanjo Puigcorbé

#### Premi del Públic "Ciutat d'Alacant"
Guardó atorgat pel públic amb el qual es distingeix el treball de joves promeses del panorama cinematogràfic
- 2009 - Miguel Ángel Silvestre

#### Premi Especial "Ciutat d'Alacant"
Guardó amb el qual es distingeix la trajectòria professional en un determinat gènere de cinema (seccions convidades a cada edició)
- 2010 - Fernando Guillén Cuervo
- 2009 - Secció invitada: Cinema fantàstic i terror: Narciso Ibáñez Serrador i Paul Naschy

#### Premio de la Secció Oficial de Curtmetratges
MILLOR CURTMETRATGE
- 2008 - 18 segundos, de Bruno Zacharías i Miguel López “Macgregor”
- 2007 - El Futuro está en el Porno, de Vicente Villanueva
- 2006 - Morir, dormir, soñar, de Miguel del Arco
- 2005 - La China, d'Antonia San Juan

MILLOR DIRECTOR
- 2016 - Adán Aliaga, per The walker
- 2015 - Patricia Font, per Café para llevar
- 2014 - Ignacio Tatay, per Mano a mano
- 2013 - César Espada, per Optima Life
- 2012 - Nacho Ruipérez, per La victoria de Úrsula
- 2011 - Kote Camacho, per La gran carrera
- 2010 - Luis Soravilla, per Adiós papá adiós mamá
- 2009 - Lucas Figueroa, per Porque hay cosas que nunca se olvidan
- 2008 - David Valero, per Niños que nunca existieron
- 2007 - Vicente Villanueva, per El Futuro está en el Porno
- 2006 - Miguel del Arco, per Morir, dormir, soñar

MILLOR ACTOR
- 2009 - Gustavo Salmerón, per Lala
- 2008 - José Sacristán, per Paseo
- 2007 - Javier Veiga, per Sálvame!
- 2006 - Ginés García Millán, per Morirdormirsoñar

MILLOR ACTRIU
- 2009 - Ana Rayo, per Consulta 16
- 2008 - Mariví Bilbao i Cristina Plaza, per Alumbramiento
- 2007 - Marta Belenguer, per El Futuro está en el Porno
- 2006 - Ana Wagener, per Morir, dormir, soñar

#### Premis de la Secció Oficial de TV Movies
MILLOR TV MOVIE
- 2009 - Sota el mateix cel, de Sílvia Munt

#### Premis de la Crítica
CURTMETRATGES
- 2010 - The End, d'Eduardo Chapero Jackson
- 2009 - Dos manos zurdas y un racimo de ojos manchados de gris, d'Antonio Trashorras
- 2008 - Alumbramiento, d'Eduardo Chapero Jackson
- 2007 - Elena quiere, de Lino Escalera
- 2006 - Avatar, de Lluis Quílez

TV MOVIES
- 2010 - Quatre estacions, de Marcel Barrena
- 2009 - Las manos del pianista, de Sergio G. Sánchez
- 2008 - El pallasso i el Führer, d'Eduard Cortés